# ديكالب
ديكالب (بالإنجليزية: DeKalb, Illinois)‏ هي مدينة تقع في مقاطعة ديكالب بولاية إلينوي في الولايات المتحدة. تأسست عام 1856، تبلغ مساحتها (كم²)، وترتفع عن سطح البحر 268 م، بلغ عدد سكانها 43862 نسمة في عام 2010 Census حسب إحصاء مكتب تعداد الولايات المتحدة وتصل الكثافة السكانية فيها 1341.4 نسمة/كم2.

## التركيبة السكانية
حدّد مكتب تعداد الولايات المتحدة بيانات التركيبة السكانية لديكالب في تعداد الولايات المتحدة. في ما يلي، التركيبة السكانية حسب تعدادي 2000 و2010.

### تعداد عام 2000
بلغ عدد سكان ديكالب 39,018 نسمة بحسب تعداد عام 2000، وبلغ عدد الأسر 13,081 أسرة وعدد العائلات 6,572 عائلة مقيمة في المدينة. في حين سجلت الكثافة السكانية 923.9 نسمة لكل كيلومتر مربع (2,392.9/ميل2). وبلغ عدد الوحدات السكنية 13,619 وحدة بمتوسط كثافة قدره 322.5 لكل كيلومتر مربع (835.3/ميل2).
وتوزع التركيب العرقي للمدينة بنسبة 79.49% من البيض و9.08% من الأمريكيين الأفارقة و0.24% من الأمريكيين الأصليين و4.62% من الأمريكيين ذوي الأصول الآسيوية و0.13% من سكان جزر المحيط الهادئ و4.35% من الأعراق الأخرى و2.09% من عرقين مختلطين أو أكثر و9.04% من الهسبانيون أو اللاتينيون من أي عرق.
بلغ عدد الأسر 13,081 أسرة كانت نسبة 27.3% منها لديها أطفال تحت سن الثامنة عشر تعيش معهم، وبلغت نسبة الأزواج القاطنين مع بعضهم البعض 37% من أصل المجموع الكلي للأسر، ونسبة 9.4% من الأسر كان لديها معيلات من الإناث دون وجود شريك،  بينما كانت نسبة 3.8% من الأسر لديها معيلون من الذكور دون وجود شريكة وكانت نسبة 49.8% من غير العائلات. تألفت نسبة 29.6% من أصل جميع الأسر من عدة أفراد يعيشون في نفس المنزل ونسبة 7.3% كانت تتألف من شخص يعيش بمفرده يبلغ من العمر 65 عاماً أو أكثر. وبلغ متوسط حجم الأسرة المعيشية 2.42، أما متوسط حجم العائلات فبلغ 3.02.
بلغ العمر الوسطي للسكان 23.1 عاماً. وكانت نسبة 16.8% من القاطنين تحت سن الثامنة عشر، وكانت نسبة 22.2% بين الثامنة عشر والرابعة والعشرين عاماً، ونسبة 23% كانت واقعةً في الفئة العمرية ما بين الخامسة والعشرين والرابعة والأربعين عاماً، ونسبة 12% كانت ما بين الخامسة والأربعين والرابعة والستين، ونسبة 7.1% كانت ضمن فئة الخامسة والستين عاماً فما فوق. يوجد لكل 100 أنثى 100.9 ذكر، ويوجد لكل 100 أنثى في الثامنة عشر من عمرها فما فوق 99.3 ذكر.
بلغ متوسط دخل الأسرة في المدينة 35,153 دولارًا، أما متوسط دخل العائلة فبلغ 53,017 دولارًا. وكان متوسط دخل الذكور 36,255 دولارًا مقابل 26,422 دولارًا للإناث. وسجل دخل الفرد الخاص بالمدينة 16,261 دولارًا. وكانت نسبة 9% من العائلات ونسبة 21.3% من السكان تحت خط الفقر، وكان من هؤلاء نسبة 11.7% تحت سن الثامنة عشر ونسبة 5.4% في الخامسة والستين من العمر وما فوق.

### تعداد عام 2010
بلغ عدد سكان ديكالب 43,862 نسمة بحسب تعداد عام 2010، وبلغ عدد الأسر 15,386 أسرة وعدد العائلات 7,508 عائلة مقيمة في المدينة. في حين سجلت الكثافة السكانية 1,038.6 نسمة لكل كيلومتر مربع (2,690.0/ميل2). وبلغ عدد الوحدات السكنية 16,436 وحدة بمتوسط كثافة قدره 389.2 لكل كيلومتر مربع (1,008.0/ميل2).
وتوزع التركيب العرقي للمدينة بنسبة 74.91% من البيض و12.76% من الأمريكيين الأفارقة و0.26% من الأمريكيين الأصليين و4.09% من الأمريكيين ذوي الأصول الآسيوية و0.03% من سكان جزر المحيط الهادئ و5.54% من الأعراق الأخرى و2.42% من عرقين مختلطين أو أكثر و12.55% من الهسبانيون أو اللاتينيون من أي عرق.
بلغ عدد الأسر 15,386 أسرة كانت نسبة 26.6% منها لديها أطفال تحت سن الثامنة عشر تعيش معهم، وبلغت نسبة الأزواج القاطنين مع بعضهم البعض 33.2% من أصل المجموع الكلي للأسر، ونسبة 11.2% من الأسر كان لديها معيلات من الإناث دون وجود شريك،  بينما كانت نسبة 4.4% من الأسر لديها معيلون من الذكور دون وجود شريكة وكانت نسبة 51.2% من غير العائلات. تألفت نسبة 29.7% من أصل جميع الأسر من عدة أفراد يعيشون في نفس المنزل ونسبة 6.5% كانت تتألف من شخص يعيش بمفرده يبلغ من العمر 65 عاماً أو أكثر. وبلغ متوسط حجم الأسرة المعيشية 2.44، أما متوسط حجم العائلات فبلغ 3.07.
بلغ العمر الوسطي للسكان 23.6 عاماً. وكانت نسبة 17.6% من القاطنين تحت سن الثامنة عشر، وكانت نسبة 37.3% بين الثامنة عشر والرابعة والعشرين عاماً، ونسبة 22.6% كانت واقعةً في الفئة العمرية ما بين الخامسة والعشرين والرابعة والأربعين عاماً، ونسبة 15% كانت ما بين الخامسة والأربعين والرابعة والستين، ونسبة 7.5% كانت ضمن فئة الخامسة والستين عاماً فما فوق. وتوزع التركيب الجنسي للسكان بنسبة 50.3% ذكور و49.7% إناث.

## أعلام
- كارل نيلسون
- أيه جاي برامليت
- ويليام ويرتز
- تشارلز آي. باربر
- سيندي كروفورد
- جورج ويلارد فيرتز
- دبليو. بروس لينكولن
- بيل روبرتس
- كارين أولان

## وصلات خارجية
- www.cityofdekalb.com